# Medvežyj (okres Chust)
Medvežyj, česky také Medvězí, ukrajinsky Медвежий, rusínsky Медвежый, maďarsky Medvezsij nebo Medvés, je část obce Monastyrec, v Horinčovském jednotném územním společenství, v okrese Chust, v Zakarpatské oblasti Ukrajiny. V roce 2001 zde žilo 74 obyvatel, všichni rusínské národnosti.